# Si las piedras hablaran
Si las piedras hablaran fue un programa de televisión, emitido por TVE, con guiones de Antonio Gala, dirección de Mario Camus, Claudio Guerín, Ramón Masats y presentación de Natalia Figueroa.

## Formato
Tras una breve presentación de Figueroa, el programa, que contó con la colaboración de Patrimonio Nacional, realiza un recorrido por los más importantes escenarios históricos de España, siendo las imágenes acompañadas por la lectura en off de los textos de Gala, en las voces de los actores Matilde Conesa y Rafael de Penagos. El espacio no contaba ni con actores que recreasen los momentos históricos narrados, de ahí que el autor se refiriese a ella como una serie sin barbas.

## Episodios (selección)
- El brillo de la locura (dedicado a las Huelgas Reales de Burgos)
- El largo sueño (Reyes de Castilla y León)
- César y nada (retiro de Carlos V en el Monasterio de Yuste)
- El fruto coronado (conquista de Granada por los Reyes Católicos)
- La soledad de una Reina (Juana I en Tordesillas)
- Más allá de la primavera (Pedro I en el Alcázar de Sevilla)
- Dos noticias del mar (Batalla de Lepanto)
- Diálogo de ilustrados (sobre Francisco de Goya, Pablo de Olavide y Manuel Godoy)
- Apasionado mar (Mallorca)
- Riofrío
- Palacio de Oriente

## Premios
- Antena de Oro a Antonio Gala y Natalia Figueroa.

## Libros
En 1995 los guiones se editaron en un libro.